# Euphorbia damarana
Euphorbia damarana L.C.Leach è una pianta della famiglia Euphorbiaceae, diffusa in Angola e Namibia.
Si tratta di una pianta velenosa, la cui linfa viene usata dai boscimani per realizzare frecce avvelenate usate per la caccia.